# Grit Otto
Grit Otto (* 1. Juli 1990) ist eine ehemalige deutsche Biathletin.

## Werdegang
Grit Otto startete zunächst für den TuS Dippoldiswalde, wo sie von Wolfgang Sturm trainiert wurde, ab Ende der 2000er Jahre für den SSV Altenberg. Bei den Deutschen Juniorenmeisterschaften wurde sie 2007 Dritte des Einzels und Sechste der Gesamtwertung des Deutschlandpokals. Bei den Frauen im Leistungsbereich war sie ab 2012 im Crosslauf-Sommerbiathlon am Start. Zunächst verpasste sie beim IBU-Sommercup 2012 in Duszniki-Zdrój als Fünfte des Sprints und Vierte der Verfolgung zweimal knapp das Podium. Bei den wenig später stattfindenden Sommerbiathlon-Europameisterschaften 2012 in Osrblie wurde sie trotz nur einem Schießfehler aufgrund läuferischer Defizite nur 20. des Sprints. Mit erneut guter Schießleistung bei drei Fehlern verbesserte sie ihren Rang im Verfolgungsrennen auf Platz 18. Mit der deutschen Mixed-Staffel verpasste sie als Fünftplatzierte an der Seite von Judith Wagner, Michael Herr und Hendrik Redeker eine bessere Platzierung vor allem aufgrund der schlechten Schießleistungen der Männer, die zusammen sieben Strafrunden verursachten. Bei den Skimarathon-Europameisterschaften 2015 beim Skadi Loppet startete Otto für das Laufteam TU Bergakademie Freiberg und wurde Siebente in der Gesamtwertung, Vierte in der D21-Klassenwertung und in der Mannschaftswertung zusammen mit Peter Hoffmann und Cornelius Oertel Neunte. Otto startete im Sommer 2015 bei den Sommerbiathlon-Weltmeisterschaften in Cheile Grădiștei, belegte im Sprint den 32. Platz und in der Verfolgung den 25. Platz. Im Sommer 2016 startete sie bei den Sommerbiathlon-Weltmeisterschaften in Otepää. Im Sprint belegte sie Platz 44 und in der Mixed-Staffel mit Annika Schlegel, Paul Böttner und Peter Hoffmann Platz 14.